# Gonatocerus flosculus
Gonatocerus flosculus är en stekelart som beskrevs av Girault 1915. Gonatocerus flosculus ingår i släktet Gonatocerus och familjen dvärgsteklar. Inga underarter finns listade i Catalogue of Life.